# 스피드웨이 (모터사이클)

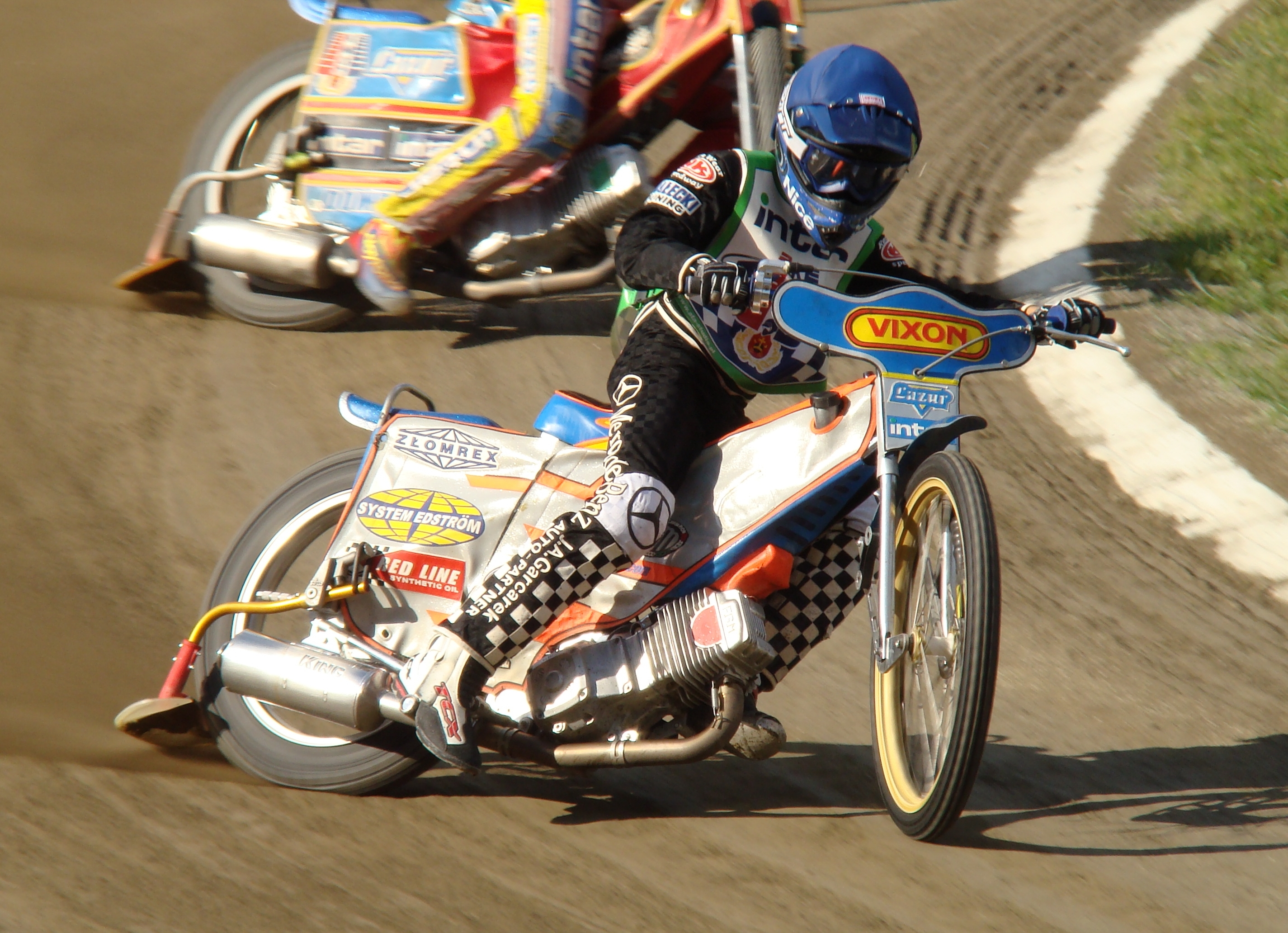
스피드웨이

스피드웨이(영어: speedway)는 4명의 선수가 평평한 타원형 코스의 트랙을 시계 반대 방향으로 4바퀴 주행하는 모터사이클 경기이다. 트랙 레이싱의 한 종목으로 국제 모터사이클 연맹 (FIM)이 국제적으로 총괄하고 각 국내 대회는 FIM의 산하 단체가 총괄하고 있다. 각 국내 및 국제 규모의 대회가 개최되고 있으며, 국가별 대항전인 스피드웨이 월드컵 (SWC)과 개인이 출전해 세계 챔피언을 다투는 스피드웨이 그랑프리 (SGP) 등이 이루어지고 있다. 중부 유럽부터 북부 유럽까지 인기 있는 스포츠이며, 그에 버금가는 규모로 오스트레일리아와 북아메리카에서도 이루어지고 있다.
경기로서의 정확한 기원은 불분명하지만 제1차 세계 대전 이전의 미국과 1910년대 후반부터 1920년대 초반 무렵 오스트레일리아에서 이미 스피드웨이 레이스가 실시되고 있던 기록이 남아 있다.